# Взятие Сухума (1810)
Взятие Сухума — взятие города Сухума, столицы Абхазского княжества, русским десантом во время русско-турецкой войны 1806—1812 годов.

## Предыстория
Абхазский князь Келеш-бей Чачба-Шервашидзе, якобы принявший российское подданство, но при этом заигрывавший и с турками был убит при неясных обстоятельствах 2 мая 1808 в Сухум-кале. Старший сын князя Аслан-бей захватил власть. Другой сын сын Келеш-бея, Сефер [Сафар-Али]-бей (на троне Георгий II), который вёл с Арсланом междуусобную войну, писал генерал-майору Ионе Ионовичу Рыкгофу [Рикгофу], командующему российскими войсками в Мегрелии:
«Арслан-бек с несколькими Сухумскими убили моего отца Келеш-бея; известно вам, что покойный Келеш-бей еще при жизни своей передал вам [права на княжество] и теперь по его смерти, ежели вы хотите, даю сию землю вам, лишь бы отомстить помянутому Арслан-беку, не откладывая сие. Многие Сухумские князья и дворяне в согласии со мною».
Арслан-бей в переписке с русскими свою вину отрицал. За Сефер-бея как за своего зятя вступилась владетельница Мегрелии Нино Дадиани, присутствовавшая в то время при дворе императора Александра I. К 1809 году Cефер-бей овладел большей частью княжества и предался в 1810 году в состав Российской империи при условии его оставления князем, 17 февраля 1810 года Александр I утвердил его. Вместе со своим отрядом и бойцами Нино Дадиани князь совершил неудачный поход на Сухум-Кале, который показал, что без артиллерии взять крепость невозможно, поскольку Сухум-Кале имел много крупных орудий.
К началу 1810 года Арслан-бей, его протурецкие сторонники и турки занимали Сухум-кале.

## Штурм
Ко времени штурма русские войска из Мегрелии под командованием Д. З. Орбелиани не успели, а союзные отряды Сефер-бея подошли после уже боя.
Для ликвидации мятежа с моря к Сухуму подошла русская эскадра в составе линейного корабля «Варахаил», фрегатов «Воин» и «Назарет» и 3 мелких судов под командованием капитан-лейтенанта П. А. де Додта. Начав с переговоров, но получив в ответ залп, эскадра с 9 июля 1810 года начала обстреливать крепость. Было потоплено 7 мелких турецких судов. 10 числа был взят форштадт. После 2-дневной бомбардировки, 11 июля, был высажен десант из батальона 4-го морского полка под командованием майора Карандина (в других источниках Конрадини) при 2 орудиях, который и вытеснил турецкий гарнизон и горцев из крепости.
Русские потеряли убитыми 109 человек. Аслан-бей и его сторонники бежали, турки потеряли около 300 человек убитыми, 78 пленными, 62 пушки, 1080 пудов пороха.
После взятия Сухума отряд де Додта отплыл на штурм Суджук-Кале.